# Посёлок ТЭЦ (район Чернигова)
Посёлок ТЭЦ (укр. Селище ТЕЦ) — исторически сложившаяся местность (район) Чернигова, расположена на территории Новозаводского административного района.

## История
Современный район был построен как посёлок для строителей и работников близлежащей ТЭЦ в 1960-е года. Название района связано с данным предприятием.

## Территория
Район расположен на юго-западе Чернигова на надпойменной террасе Десны (Болдины горы), между улицей Толстого и урочищем Малеев Ров. Застройка района представлена многоэтажной жилой (5-этажные дома), также присутствует малоэтажная жилая. Внутри жилой застройки расположены учреждения обслуживания (школы).  
Возле №24 расположен памятник археологии местного значения «Нефтебаза» (12-13 века), взятый под охрану Распоряжением Черниговской областной государственной администрации от 28.12.1998 № 856 и приказом Департамента культуры и туризма, национальностей и религий Черниговской областной государственной администрации от 07.06.2019 № 223.
Юго-западнее примыкает нефтебаза, северо-восточнее — участок историко-архитектурного заповедника «Чернигов древний» на Болдиной горе, где расположены Троицко-Ильинский монастырь и парк.

### Улицы
Улица Толстого, 2-й переулок Толстого.

## Социальная сфера
Есть школа (№24), детсад, центр социально-психологической реабилитации детей, приют для детей возрастом 3-18 лет. Есть продовольственные и непродовольственные магазины.

## Транспорт
- Троллейбус: маршрут № 8
- Автобус: маршруты № 30, 35